# Riđa muljača
Riđa muljača (smeđa muljača; lat. Limosa lapponica), ptica selica iz porodice Scolopacidae, u Hrvatskoj se klasificirana kao rijetka preletnica. Gnijezdi se u Skandinaviji i Rusiji, a nakon gniježđenja lete u toplije krajeve.
Ističe se dugim nogama i dugim kljunom kojim po pješčanim ili muljevitim obalama lovi plijen. Perje joj je sive boje. Jedan primjerak uočen je u 9. mjesecu 2013. godine na Bačvicama u Splitu.
Premda je ova ptica zaštićena i rijetka poznata je pod mnogobrojnim narodnim nazivima na raznim jezicima kineski (Tajvan) ban-wei yu, 斑尾鷸, 斑尾鹬; škotski: Cearra ghob mhor; Rumunjski: Sitar de mal nordic; Mađarski: Kis goda; Bengalski: দাগিলেজ জৌরালি; Arapski: بقويقة مخططة الذيل, بقويقة مخططة الذيل رهيز; Srpski: crnorepa muljača.

## Podvrste
- Limosa lapponica baueri J. F. Naumann, 1836
- Limosa lapponica lapponica (Linnaeus, 1758)
- Limosa lapponica menzbieri Portenko, 1936
- Limosa lapponica taymyrensis Engelmoer & Roselaar, 1998

## Galerija
- Hokkaido, Japan, 2015
- jaje, Laponija, Finska

## Vanjske poveznice
|  | Zajednički poslužitelj ima još gradiva o temi Limosa lapponica |
|  | Wikivrste imaju podatke o taksonu Limosa lapponica             |